# Miconia phaeotricha
Miconia phaeotricha är en tvåhjärtbladig växtart som beskrevs av Charles Victor Naudin. Miconia phaeotricha ingår i släktet Miconia och familjen Melastomataceae. Inga underarter finns listade i Catalogue of Life.